# Crucifix Corner Cemetery
Le Crucifix Corner Cemetery   est un cimetière militaire de la Première Guerre mondiale situé  sur le territoire de la commune de Fouilloy, dans le département de la Somme, à l'est d'Amiens. 

## Localisation
Ce cimetière est situé à la limite sud de l'agglomération sur la D23 à proximité de se l'autoroute A29.

## Histoire

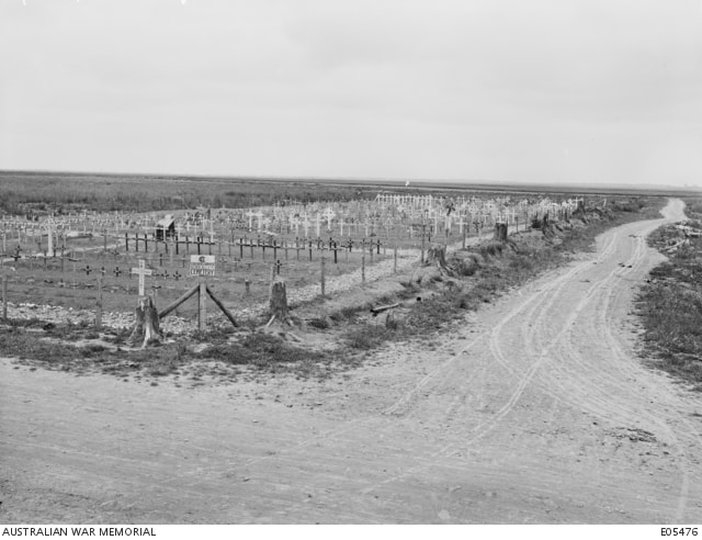
Le cimetière provisoire Crucifix Corner Cemetery en 1919.

En mars 1918, l'armée allemande lance, depuis les environs de Saint-Quentin, son Offensive du Printemps en vue conquérir Amiens. Villers-Bretonneux est prise  par les chars et l'infanterie allemande le 23 avril. Ce sera leur ultime point d'avancée puisque , dès le lendemain, des milliers de soldats australiens, qui étaient venus renforcer les effectifs de l'armée britannique reprennent possesssion des ruines de la ville.
Le 24 avril 1918, le premier combat de chars de l'histoire eut lieu entre Villers-Bretonneux et Cachy, et oppose trois  Mark IV britanniques et trois A7V allemands. Le secteur fut le théâtre de nombreux combats d'avril jusque mi-août 1918, date à laquelle le secteur fut défintivement libéré.
Le cimetière, qui doit son nom à un calvaire détruit situé à proximité, a été commencé par le Corps canadien en août 1918. Après l'armistice, il fut considérablement agrandi lorsque des tombes furent rapportées de cimetières provisoires des environs. Ce cimetière comporte les tombes de 804 soldats  de la Première guerre mondiale, dont 191 ne sont pas identifiées
,

## Caractéristiques
Ce cimetière présente un plan rectangulaire de 60 m sur 20. Il est entouré d'une haie d'arbustes sur les deux longueurs et d'un muret de pierre.
Il a été conçu par Sir Edwin Lutyens.

## Sépultures
| Pays         | Sépultures |
| ------------ | ---------- |
| Royaume-Uni  | 288        |
| Australie    | 296        |
| Canada       | 76         |
| France       | 142        |
| Empire russe | 2          |
| Total        | 804        |

## Galerie

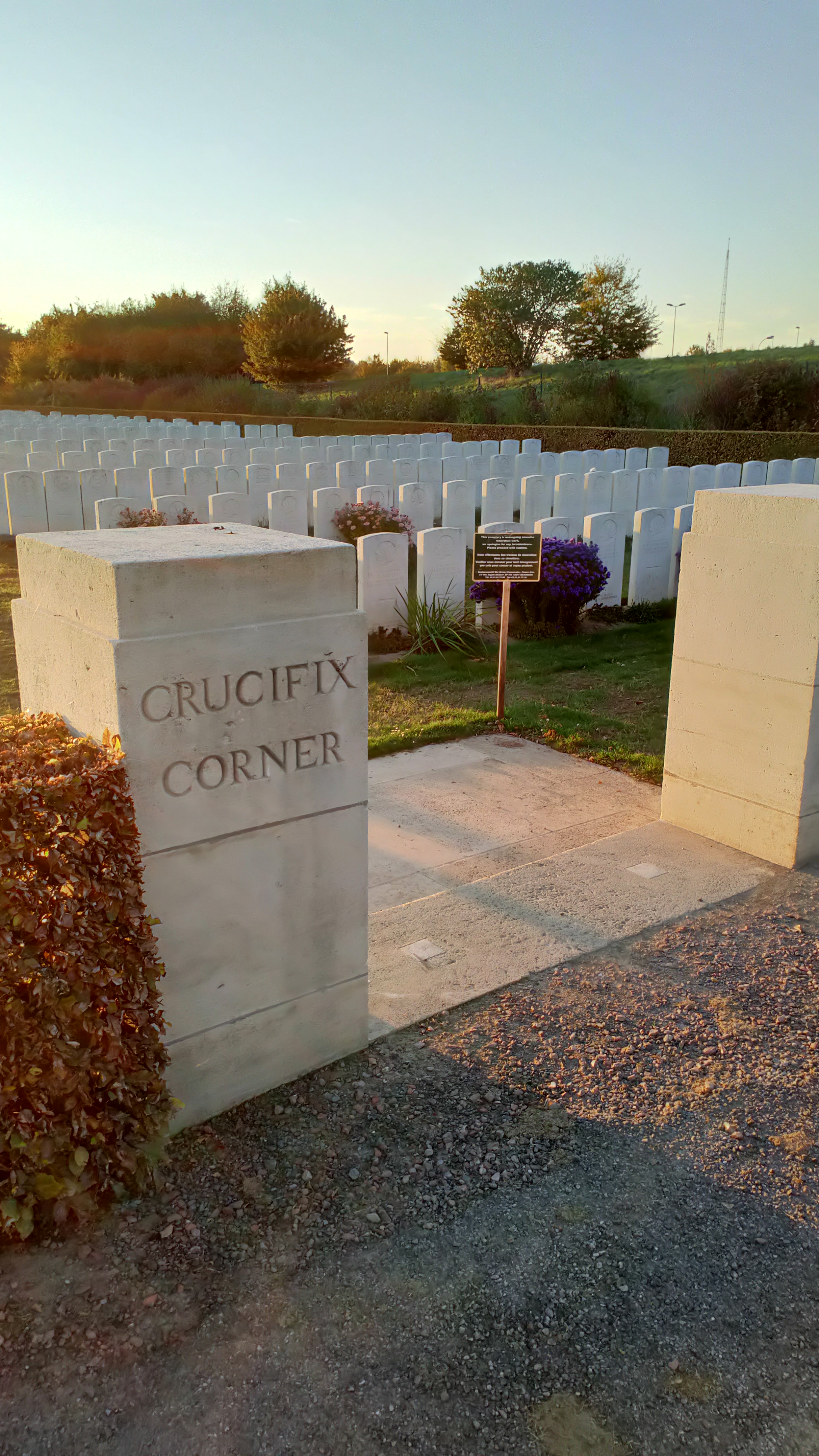
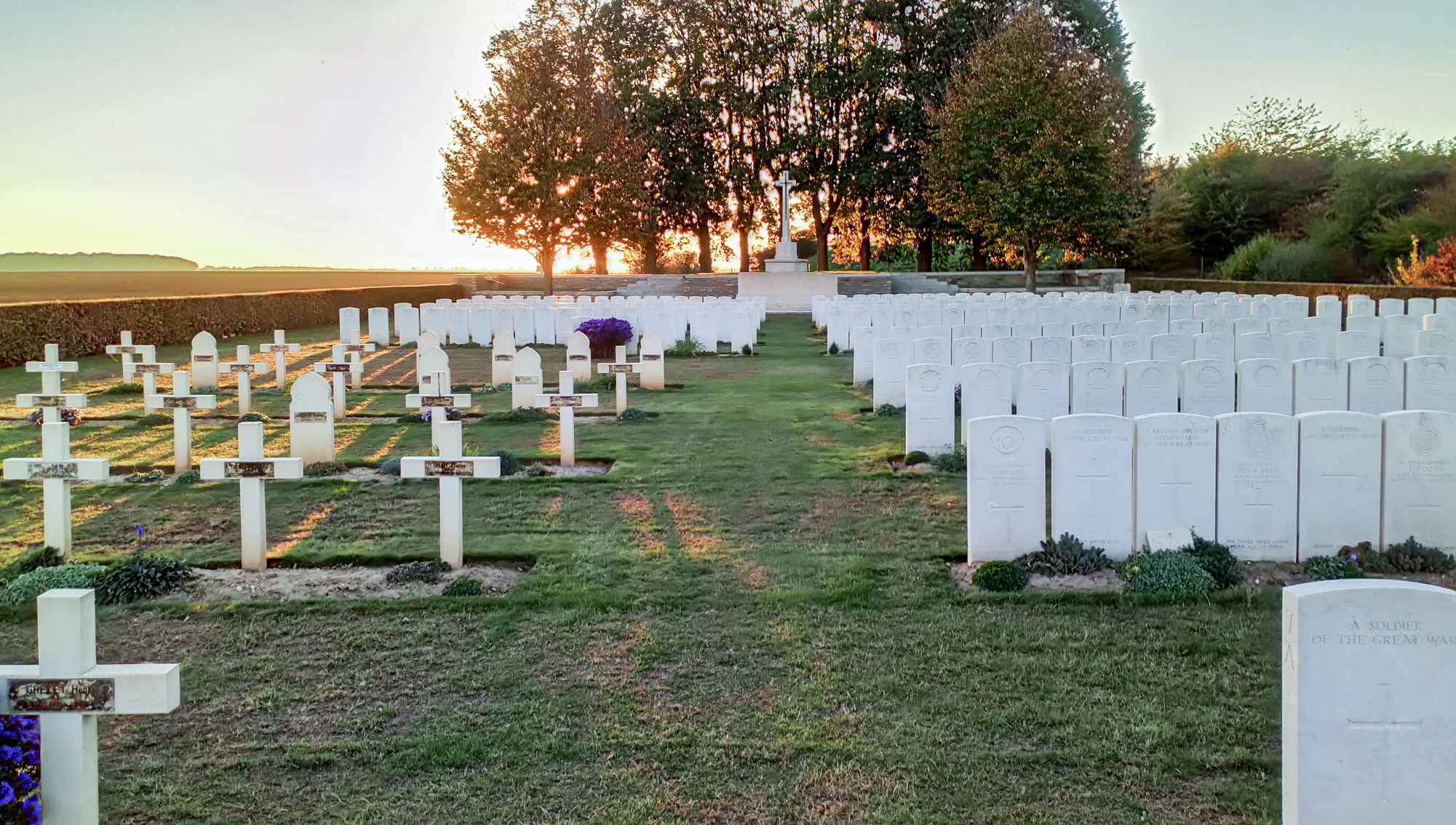
A gauche, tombes de soldats français.
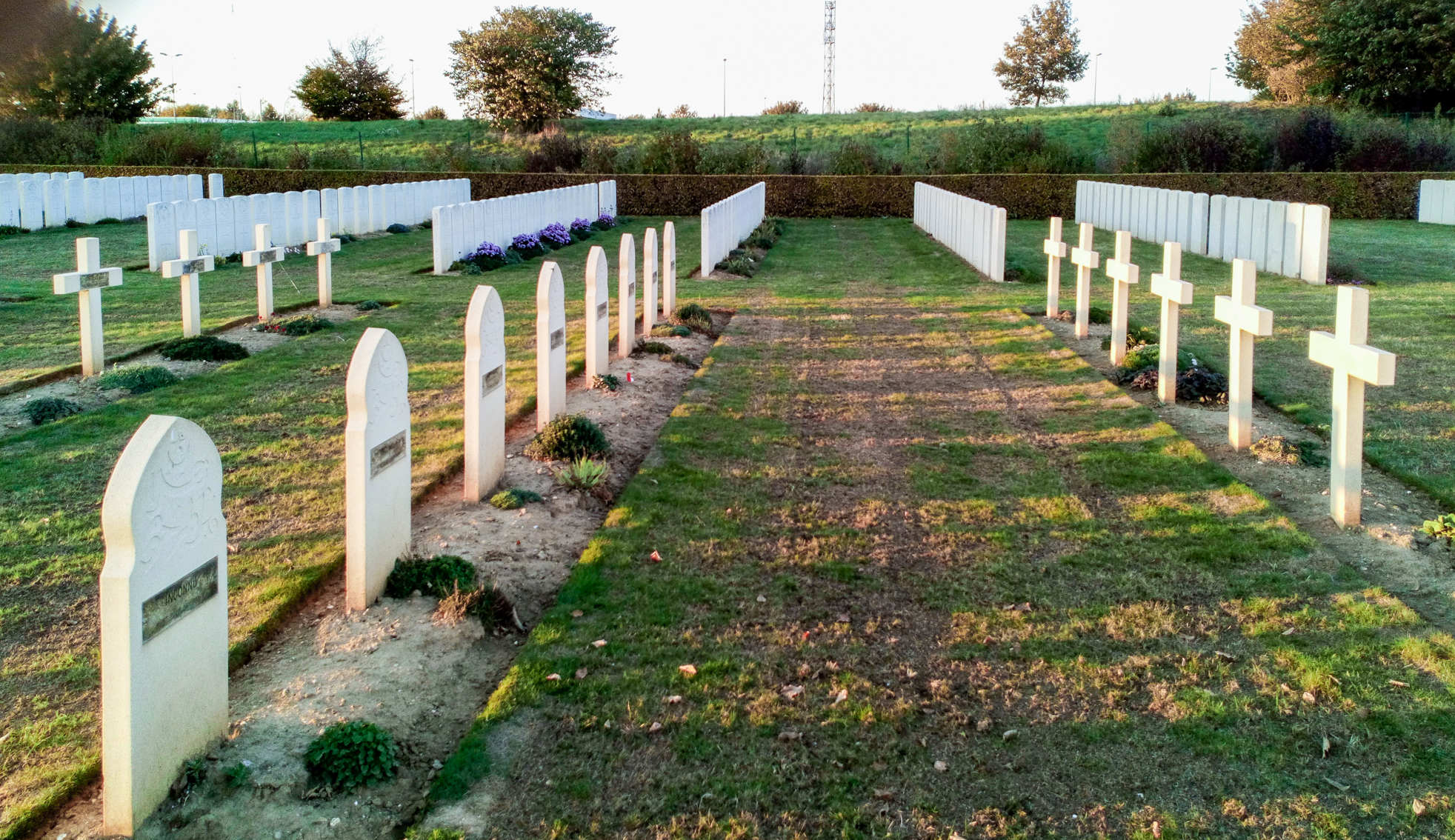
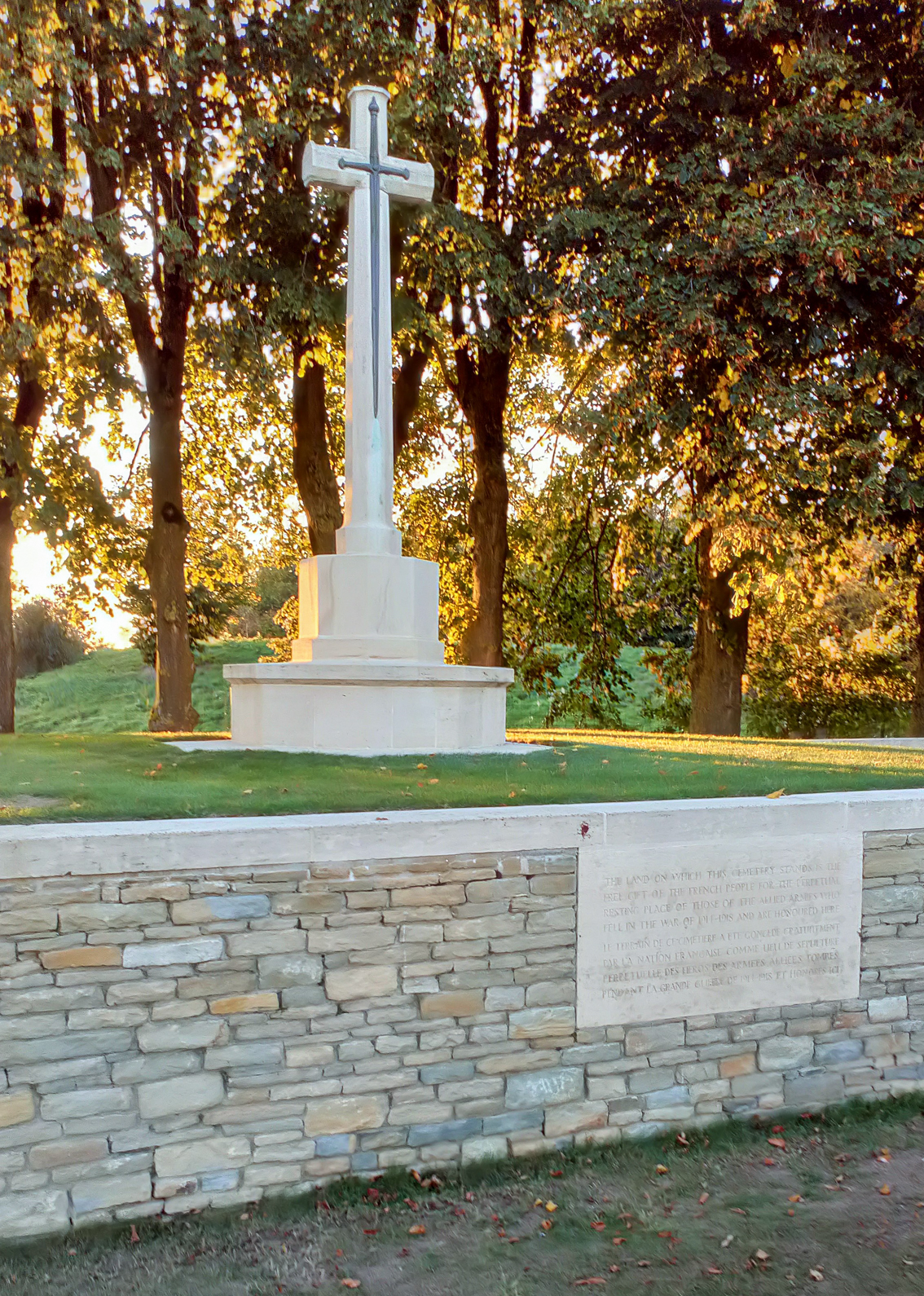
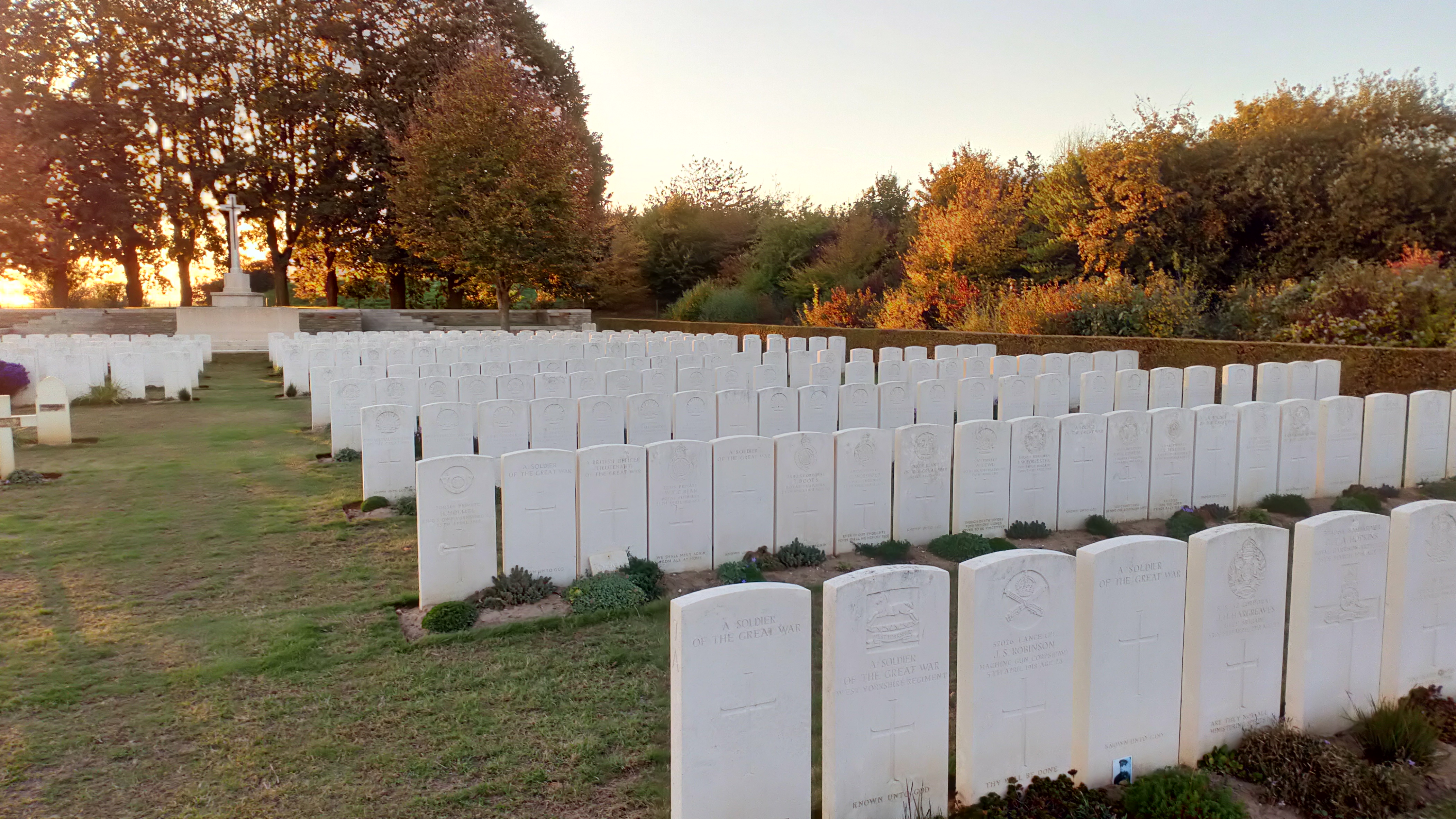
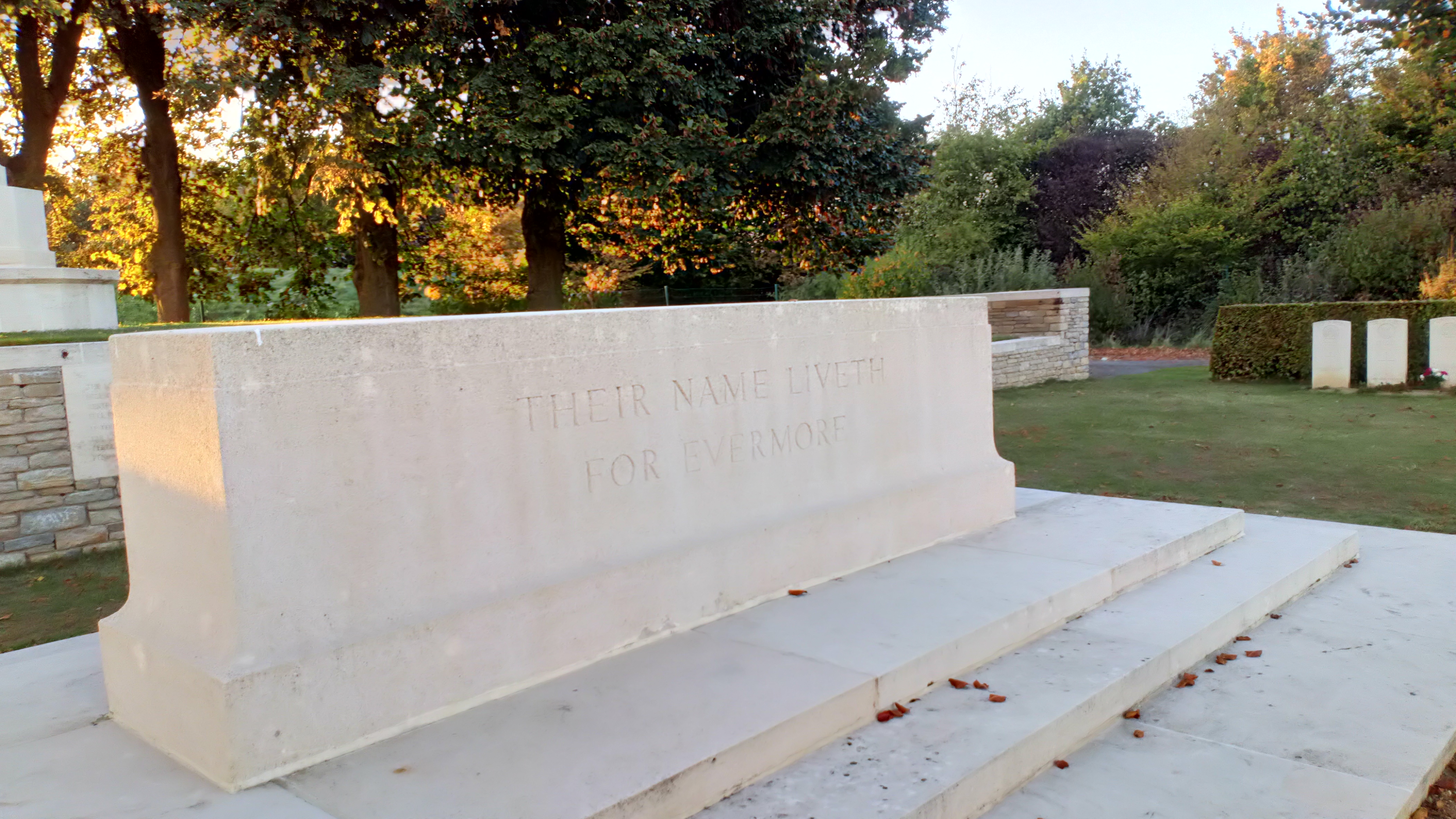
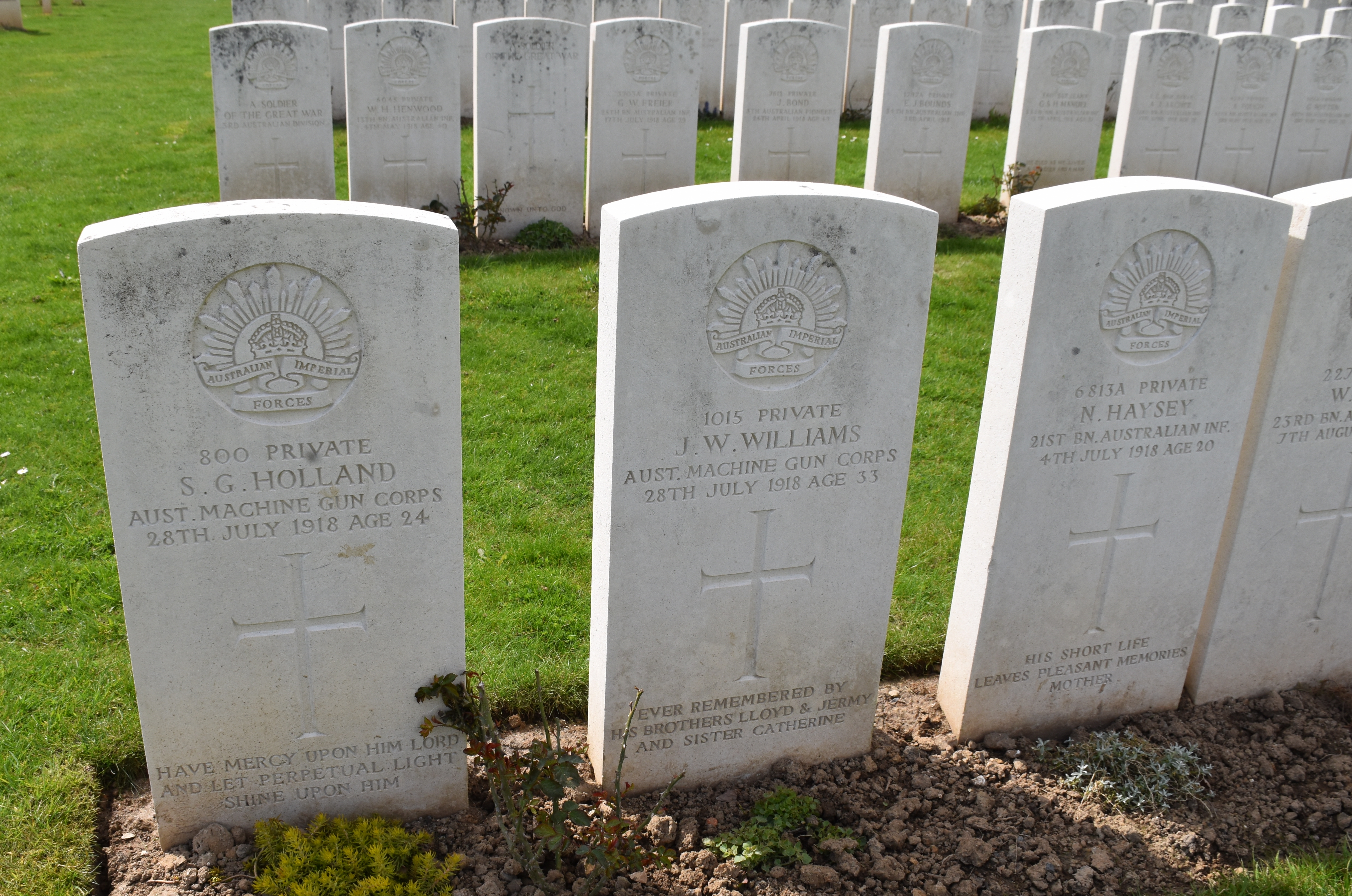